# Az Év Fiatal Menedzsere díj
Az Év Fiatal Menedzsere díj a Menedzserek Országos Szövetsége (MOSZ) által 2000-ben alapított díj.

## Zsűri
A díjat egy 13 tagú zsűri ítéli oda, melynek tagjai a Joint Venture Szövetség, a Magyar Bankszövetség, a Menedzser Alapítvány, a Menedzsment Fórum, a Szervezési és Vezetési Tudományos Társaság és a Világgazdaság című lap képviselői.

## Odaítélésének szempontjai
- Szakmai elismertség.
- Publikációk, média nyilatkozatok.
- A cég fejlődésének dinamikája a pályázó vezetési időszaka alatt.
- A fejlődés mennyire köszönhető a pályázó tevékenységének?
- Mi az, ami a cég fejlődésében kizárólag az ő munkájának eredménye, és csak az ő személyéhez köthető?
- Kapcsolata a többi vezetővel.
- Kapcsolata a tulajdonossal/tulajdonosokkal, illetve a céget irányító testületekkel (közgyűlés, igazgatótanács, felügyelő bizottság) és a stakeholderekkel.
- Kkapcsolata az alkalmazott munkatársakkal.
- Szervezeten belüli változások menedzselése (szervezetfejlesztés, belső utasítások kiadása és bevezetése, szervezet átalakítás, humánerőforrás menedzsment, stb.).
- A cég külső kapcsolati hálójának kiépítése (pl. média-kapcsolatok, társadalmi és szakmai kapcsolatok stb.).
- Társadalmi kötelezettség vállalás, a pályázó viszonya a CSR-hez (Corporate Social Responsibility).

## Eddigi kitüntetettjei
- 2000 – Dr. Palkovics László, a Knorr-Bremse Fékrendszer Kft. budapesti fejlesztési intézetének igazgatója.
- 2001 – Dankó József, a Bramac Kft. ügyvezető igazgatója.
- 2002 – Pozvai Zsolt, a DOOR Training Central Europe Kft. ügyvezető igazgatója.
- 2003 – Bajnai Gordon, a Wallis Zrt. vezérigazgatója.
- 2004 – Dorogházi Krisztina, a MOL Csoport adó- és számviteli igazgatója.
- 2005 – Rudas Gábor, a Klubrádió Zrt. vezérigazgatója.
- 2006 – Essősy Zsombor, a Magyar Pályázatkészítő Iroda Zrt. tulajdonosa.
- 2007 – Dr. Oszkó Péter, a Deloitte Zrt. elnök-vezérigazgatója.
- 2008 – Huszár Imre, az Electrolux Európai Beszerzési Központjának igazgatója.
- 2009 – Tibor Dávid, a Masterplast Group Zrt. elnök-vezérigazgatója.[1]
- 2010 –  Lakics Péter, a Lakics Gépgyártó Kft. ügyvezető igazgatója.[2][3]
- 2011 – Hernád Ágnes, a Maersk Hungary Kft. ügyvezető igazgatója.[4]
- 2012 – ifj. Bárány László, a Master Good Kft. ügyvezető igazgatója.[5]
- 2013 – Nátrán Roland, a Magyar Export-Import Bank Zrt. és a Magyar Exporthitel Biztosító Zrt. (EXIM) vezérigazgatója.[6]
- 2016 – Árvai Péter, a Prezi egyik alapítója, akkori vezérigazgatója, jelenleg igazgatótanács elnöke[7]